# Cajnarje
Cajnarje so razloženo naselje delno na planoti, delno v dolini ob gornjem toku reke Cerkniščice ob cesti Begunje pri Cerknici - Velike Bloke. Naselje je sedež krajevne skupnosti v Občini Cerknica.
Dno doline ob reki pokrivajo mokrotni travniki, na severnih strminah raste gozd. Spodnji del doline Cerkniščice so nekdaj imenovali »Stopnjak«.

## Prebivalstvo
Etnična sestava 1991:
- Slovenci: 33 (100 %)